# Filippo Cavalli
Filippo Cavalli (Casale Monferrato, 29 gennaio 1921 – Treviso, 29 aprile 2004) è stato un calciatore italiano, di ruolo portiere.
È uno dei sei calciatori italiani, insieme a Giovanni Ferrari, Sergio Gori, Pierino Fanna, Aldo Serena e Attilio Lombardo, ad aver vinto lo scudetto con tre società differenti; nel suo caso, con Torino, Juventus e Inter.

## Carriera
Storico numero 12, viene ricordato per essersi cucito lo scudetto sul petto sia con la maglia della Juventus sia con i colori granata del Torino. Proveniente dal Casale, venne acquistato nel 1940 dal Torino, dove vinse lo scudetto 1942-43 e la Coppa Italia della stessa stagione, alternandosi tra i pali con Bodoira.
Conclusa l'esperienza granata, giocò per un anno ancora a Casale durante il Campionato Alta Italia del 1944, per il Pavia ha disputato il Torneo Lombardo nel 1945, poi si trasferì per un anno al Como e quindi la lunga militanza (7 anni) nella Juventus dove, in qualità di riserva di Viola, si aggiudicò altri due scudetti (1949-1950 e 1951-1952), ritagliandosi comunque 5 presenze. Ha chiuso la carriera prima a Pavia e poi nel suo Casale.

## Palmarès
- Campionato italiano: 4

Torino: 1942-1943
Juventus: 1949-1950, 1951-1952
Inter: 1953-1954
- Coppa Italia: 1

Torino: 1942-1943